# Caradog ap Gruffydd
Caradog ap Gruffydd (mort 1081) est un prince du Gwent dans le sud-est du pays de Galles qui tente 
de nouveau d'établir son pouvoir sur l'ensemble du sud du pays de Galles en s'emparant du royaume de Deheubarth.

## Biographie

### Origine et début
Caradog est le petit-fils de Rhydderch ap Iestyn qui s'empare du trône de Deheubarth avant de mourir en 1033. Son père, Gruffydd ap Rhydderch tente également de contrôler le Deheubarth un certain temps avant d'en être chassé et d'être tué par  Gruffydd ap Llywelyn qui ensuite règne sur la plus grande partie du Pays de Galles. Le centre du pouvoir de la famille de Caradog est le royaume de Gwent, et Caradog semble lui avoir adjoint le Morgannwg dès le début de son règne. Il apparait pour la première fois dans les sources vraisemblablement encore jeune en 1065, lorqsu'Harold Godwinson, après avoir défait et tué Gruffydd ap Llywelyn en 1063, commence à édifier un pavillon de chasse à Portskewet et que Caradog l'attaque et le détruit avant de ravager la région avec ses forces. À partir de 1067 il doit faire face à la politique agressive de Guillaume Fitz Osbern dans le Gwent jusqu'à sa mort en 1071.

### Ambition & conquêtes
Caradog décide alors de reprendre l'ambition de son père et son grand-père en intégrant le 
Deheubarth à son royaume. En 1072 il défait et tué son souverain, Maredudd ap Owain ap Edwin, lors de la bataille de la rivière Rhymney. En 1078 il gagne un autre combat contre Rhys ap Owain le successeur de Maredudd comme prince de Deheubarth, et le tue également. En 1081 il oblige le nouveau prince de Deheubarth, Rhys ap Tewdwr de se réfugier dans la Cathédrale de Saint David's.
Toutefois la situation change après le retour d'Irlande de Gruffudd ap Cynan, qui veut récupérer le trône du royaume de Gwynedd occupé par Trahaearn ap Caradog. Rhys ap Tewdwr et Gruffudd ap Cynan se rencontrent dans la Cathédrale de Saint David's et concluent une alliance avec la bénédiction de l'évêque du sanctuaire. Caradog tente de prévenir le danger en s'alliant lui-même avec le roi de Gwynedd, Trahaearn ap Caradog. Les deux factions s'affrontent lors de la bataille de Mynydd Carn, dans le Dyfed à un jour de marche au nord de Saint-David. Caradog et son allié  Trahaearn sont tous deux tués

## Postérité
Caradog laisse un fils Owain ap Caradog, qui se contente de gouverner le Gwynllwg et devient le fondateur de la lignée des Lords de Caerleon dans le sud-est du pays de Galles qui perdure jusqu'en 1270.

## Sources
- (en) Cet article est partiellement ou en totalité issu de l’article de Wikipédia en anglais intitulé « Caradog ap Gruffydd » (voir la liste des auteurs).
- (en) Mike Ashley British Kings & Queens  Robinson (Londres 1998)  (ISBN 1-84119-096-9) « Wales (1) -Gwent and Glywysing »: généalogies p. 122.
- (en) Timothy Venning The Kings & Queens of Wales Amberley Publishing, Stroud 2013  (ISBN 9781445615776) chapitre 6 « Rulers of the Silures/Morgannwg (Glamorgan) » p. 169.